# Нейролінгвістика

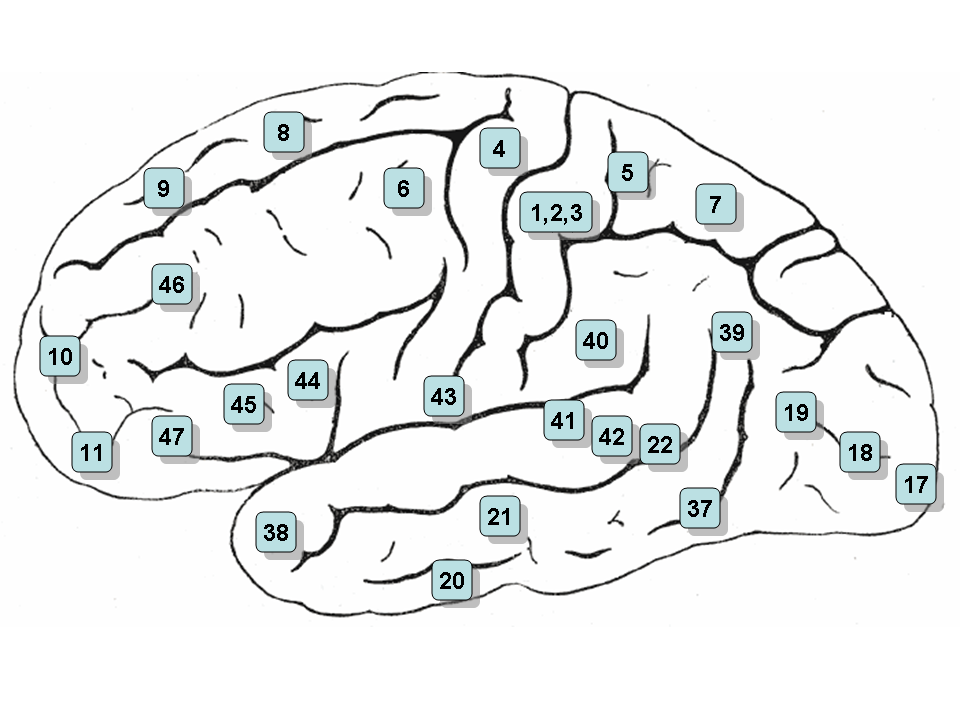
Ареали Бродмана

Нейролінгвістика (від грец. νεῦρον — нерв, лат. lingua — мова) — галузь прикладної лінгвістики, що досліджує мозкові механізми мовленнєвої діяльності, а також зміни у процесах мовлення, що виникають при ураженнях мозку. Як наука тісно пов'язана з психолінгвістикою, нейропсихологією, неврологією.

## Історія
Поодинокі спостереження розладів мовної поведінки при часткових ураженнях мозку відомі з часів середньовіччя, але їхнє систематичне вивчення почалося в 2-ій половині XIX ст. Питання мовної патології досліджували І. О. Бодуен де Куртене, В. О. Богородицький, Л. В. Щерба та інші. 
Бодуен де Куртене досліджував афазію, виходячи з уявлення про три складових компоненти мовної діяльності : 
- фонація (вимова),
- аудиція (сприйняття)
- церебрація («процеси, що відбуваються в індивідуальному мозковому центрі»)

Деякі ідеї Бодуена де Куртене розвинув Роман Якобсон. Він зробив опис системних кореляцій між будовою фонологічних систем у мовах світу , послідовністю їхнього становлення в онтогенезі і розпаду в клініці афазій. 
У радянські часи питаннями нейролінгвістики займався О. Р. Лурія, який на основі психологічної концепції Льва Виготського про соціальне походження вищих психічних функцій людини, вчення І. П. Павлова про аналізатори мозку та теорії П. Д. Анохіна про функціональну систему, розробив концепцію про системну будову нейролінгвістичних функцій. Це уможливило залучати лінгвістичний апарат не тільки для опису розладів мовної поведінки, але і для вивчення їхнього патогенезу.

## Предмет досліджень
Предметом нейролінгвістичних досліджень насамперед є афазії, які поділяються на фонологічні, граматичні, лексичні і семантичні розлади. Для нейролінгвістики цікаві також і неафазичні форми розладів мовної поведінки: мовні агнозії і апраксії, дизартрії, алексії та аграфії. Дослідження нейропластичності також відіграє важливу роль у відновленні від мовних розладів, таких як афазія, яка може виникнути після інсульту чи іншої травми головного мозку. Доведено, що підходи до терапії, такі як терапія афазії, викликаної примусом, і мелодійна інтонаційна терапія, викликають нейропластичні зміни в мозку, що призводить до покращення мовної функції.
Важливою проблемою нейролінгвістики є з'ясування механізмів того, як людина відображає дійсність за допомогою органів почуттів і пов'язаних з ними аналізаторів мозку - зорового, слухового і тактильно-кінестетичного. Мовне відображення дійсності, зокрема і розпізнавання мови, здійснюється в напрямку від периферії нервової системи (тобто від рецепторів органів чуття) до її центральним відділам. Кожен аналізатор має два роди нервових структур: структури, які проводять комплекси подразнень від даного органу чуття до кори головного мозку, де здійснюється елементарний аналіз і синтез їх просторово-часових параметрів (сенсорні проєкційні системи мозку), і структури, які здійснюють аналіз та синтез тих же комплексів подразнень щодо їхньої знакової відповідності до предметної дійсності (гностичні зони кори). Третій рівень становлять анатомічно найскладніші області мовної кори - зони перекриття окремих аналізаторів, де відбувається інтеграція знакових комплексів, що надійшли від різних аналізаторів мозку, і в результаті стають можливими мовні узагальнення, абстрактні від чуттєвої природи подразнень.
Мовна поведінка, зокрема породження мовлення , здійснюється у зворотному порядку: від центру до периферії. Мовні програми, сформульовані в зонах перекриття мозкових аналізаторів, конкретизуються в зонах мовного праксису і потім реалізуються за допомогою механізму проєкційних рухових систем, пов'язаних з органами мови (а також систем реалізації писемного мовлення).
На відміну від проєкційних систем мозку (сенсорних або рухових) гностико-праксична кора і зони перекриття аналізаторів кори мозку характеризуються функціональною асиметрією: систему мовних узагальнень і мислення за допомогою мовних понять пов'язують переважно з лівою (домінантною) півкулею мозку, а конкретно-образне мислення - з правою півкулею.
Важливий для нейролінгвістики матеріал дають спостереження над мовним поведінкою білінгвів і поліглотів, які страждають частковими враженнями мозку. Часто спостерігаються мовні дисоціації (коли хворі втрачають, повністю або частково, володіння однією мовою при відносній функціональності іншої), а також випадки інтерференції між різними мовами (у вигляді вкраплень елементів однієї мови в мовлення другою мовою).

## Методи досліджень
Оскільки нейролінгвістика виникла з потреб клінічної практики для вирішення діагностичних завдань, її основний метод - це метод спостережень за мовною поведінкою хворого в різних умовах (бесіда, перекази текстів, читання, письмо, оповідання за картинками, застосування спеціальних тестів; повторення серії спеціально підібраних слів, складання речень з заданих слів, знаходження синонімів та антонімів до заданого слова і т. п.). Базою нейролінгвістичних досліджень є педагогічні спостереження за навчанням хворих з розладами мовної активності.
Серед нових методів вивчення здорового і хворого мозку можна назвати такі: 
- метод дихотичного прослуховування вербального матеріалу,
- ангіографія в поєднанні з амітал-натрієвої пробою,
- унілатеральні (односторонні) електрошоки,
- стереотаксичні операції та ін.